# Historia Francorum (Řehoř z Tours)

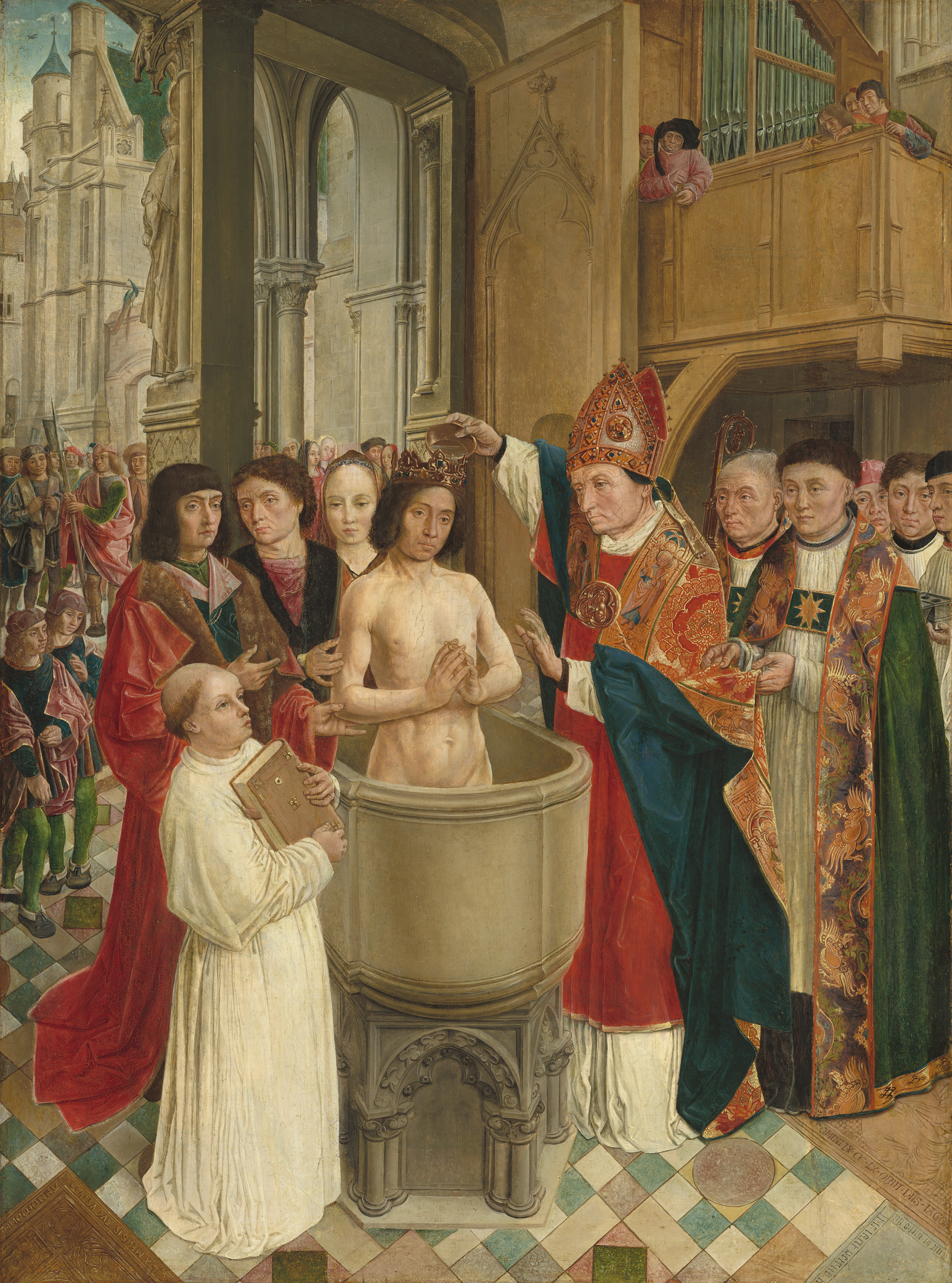
Chlodvíkův křest, který je známý pouze zásluhou Řehoře z Tours a jeho díla Historia Francorum.

Historia Francorum původním názvem Decem libros historiarum (Deset knih historie) je desetisvazkové dílo z 6. století, jehož autorem je franský biskup a historik Řehoř z Tours. Kronika popisuje dějiny světa a církve, od Genesis až po vládu merovejských králů v roce 572, k nimž byl přidán soubor zpráv o životě velšských svatých, taktéž do roku 572. Kronika je psaná latinsky z eschatologické perspektivy. Po smrti Řehoře v roce 574 byl název kroniky sjednocen pod názvem Livre(s) des miracles.
Kronika klade velký důraz na merovejskou Galii, kterou Řehoř z Tours znal lépe než zbytek světa. Pět z deseti knih a Livre de miracles popisují autorovu dobu. Posledně jmenované dílo podává poněkud ponurý obraz, zdůrazňující katastrofální důsledky chování některých současných králů, na rozdíl od chování jejich křesťanských předků, počínaje Chlodvíkem I. Kronika je jediným dochovaným zdrojem, který popisuje vázu ze Soissons či křest Chlodvíka.
Dílo bylo později přejmenováno na Historia Francorum či Gesta francorum. Díky této práci byl Řehoř z Tours považován za otce národních dějin Franků, hlavního merovejského historika a jeho dílo za nejvýznamnější dochovaný zdroj o vládách merovejských králů. Dílo autora bylo určeno tehdejšímu křesťanskému lidu tak, aby zlepšilo jeho znalosti historie s ohledem na obrácení barbarského národa Franků, na křesťanskou víru.
Později mohlo dílo Historia Francorum posloužit jako inspirace pro další kronikáře, včetně díla Historia ecclesiastica gentis Anglorum Bedy Ctihodného. Možná právě kvůli Bedově knize, jedné z nejpopulárnějších ve středověké Evropě, byla Řehořova kniha přejmenována na Historia ecclesiastica Francorum (Církevní dějiny Franků).
V díle Historia Francorum pokračovali během následujících staletí neznámí autoři, kteří byli označení jako Fredegarius či Fredegar.

## Historiografická hodnota
S výjimkou začátku první knihy Řehoř z Tours používal řadu písemných materiálů. Informace čerpal z církevních archivů, kde měl možnost seznámit se s dějinami církve. Oproti tomu jeho znalosti o válkách, kvůli absenci dokumentů, byly nedostatečné. Řehoř měl ve franské společnosti vysoké postavení, dokonce udržoval přátelství s burgundským králem Guntramem a tak ve vztahu k životu Chlodvíka měl možnost těžit z biografie svatého Remigia z Remeše, napsané krátce po smrti světce. Měl také možnost použít dílo sepsané básníkem Venantiem Fortunatem, ale toto dílo je považováno jako dílo bez historické hodnoty. V době, kdy Řehoř kroniku psal, mohl těžit i ze svědectví stále žijících pamětníků, zejména od Chlothara I., syna Chlodvíka a královny Chrodechildy, která žila v Tours a kde byl Řehoř biskupem.
Mentalita 6. století byla jiná a tak všechny informace v díle nemusejí odrážet skutečnou historii. I přes historickou nepřesnost je Řehořovo dílo Historia Francorum nejlepším dokumentem a zdrojem informací o životě merovejských králů a celé franské říše 5. a 6. století.

Historik Godefroid Kurth, který dokončil svou Chlovíkovu monografii v roce 1896, napsal: 
| „ | Historia Francorum Řehoře z Tours je zdaleka nejdůležitější ze všech historických dokumentů souvisejících s Chlodvíkem. Kdyby se toto dílo nedochovalo, stěží bychom o Chlodvíkovi věděli víc než o jeho pouhé existenci. Je nezbytné znát hodnotu takového vzácného svědectví. | “ |

## Jednotlivé svazky
- I. svazek - shrnutí starověké historie od stvoření světa až do smrti Martina z Tours v roce 397.[6]
- II. svazek - od roku 397 až do smrti Chlodvíka I. v roce 511.[6]
- III. svazek - od roku 511 až do smrti Theudeberta I. v roce 548.[6]
- IV. svazek - od roku 548 do smrti Sigiberta I. v roce 575.[6]
- V. svazek - od 575 do 580, prvních pět let vlády Childeberta II.[6]
- VI. svazek - od roku 580 do smrti Chilpericha I. v roce 584.[6]
- VII. svazek - rok 585.
- VIII. svazek - od července 585 vlády Guntrama až do smrti Leovigilda v roce 586.[6]
- IX. svazek - od 587 do 589
- X. svazek - do srpna 591, do smrti opata Aredia z Attany.[6][7]

## Dochované rukopisy
- Národní knihovna Francie (Département des Manuscrits, latina 17655, Gregorius Turonensis episcopus, Historia Francorum).
- Rukopis z konce 7. století, dokončeném pravděpodobně v opatství Luxeuil či Corbie. Objeven v 9. století v Corbie. V roce 1756 obdržela tento rukopis knihovna francouzského krále.
- Městská knihovna v Cambrai. Tento rukopis objevil Martin Bouquet v kostele v Cambrai. Skládá se z deseti svazků, z nichž šest knih bylo napsáno velkými unciálními římskými písmeny. Poslední čtyři knihy jsou novější rukopisy.[8]